# Vera Myller

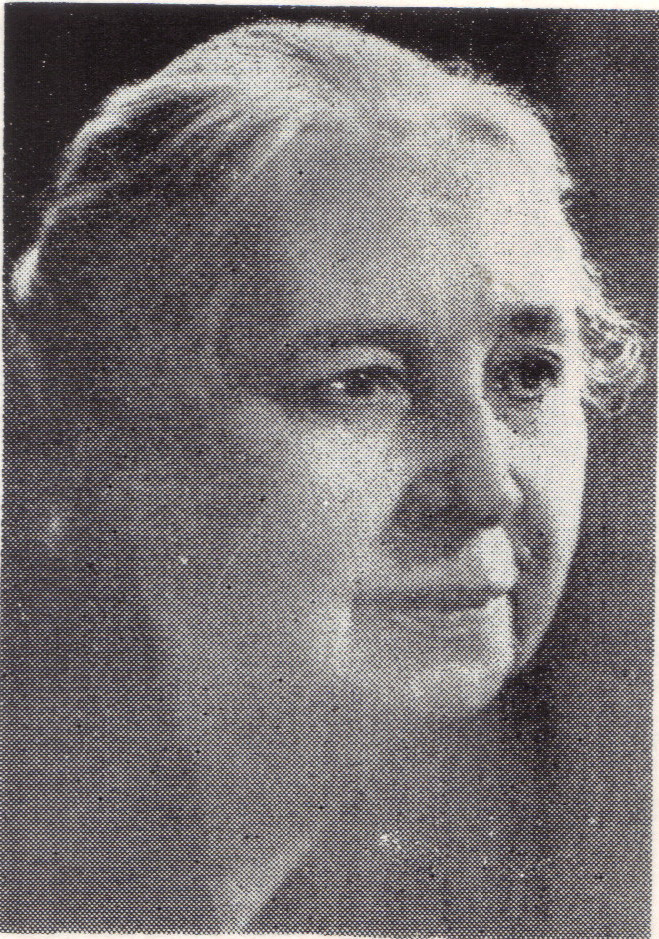
Vera Lebedeva-Myller

 Vera Myller-Lebedev (* 1. Dezember 1880 in Sankt Petersburg, Russisches Kaiserreich; † 12. Dezember 1970 in Iași, Rumänien) war eine rumänische Mathematikerin und Hochschullehrerin russischer Herkunft. Sie promovierte bei David Hilbert in Deutschland und war die erste Universitätsprofessorin in Rumänien.

## Leben und Werk
Myller wurde als Tochter von Evghenii und Olga Lebedev  geboren und besuchte das Gymnasium in Nowgorod. Von 1897 bis 1902 studierte sie an der größten Höheren Lehranstalt für Frauen im Russischen Kaiserreich Bestuschewskije kursy in Sankt Petersburg. Anschließend reiste sie an die Georg-August-Universität Göttingen, wo sie 1906 bei David Hilbert promovierte mit der Dissertation: Die Theorie der Integralgleichungen in Anwendungen auf einige Reihenentwickelungen. Sie war die dritte Doktorandin, die nach Anne Bosworth Focke und Nadeschda Gernet bei Hilbert promovierte.
In Göttingen lernte sie den rumänischen Mathematiker Alexandru Myller kennen, den sie 1907 heiratete. Sie zog mit ihrem Ehemann nach Bukarest, wo dieser außerordentlicher Professor für höhere Algebra an der Fakultät für Naturwissenschaften der Universität war. In diesen Jahren hatte sie wahrscheinlich keine Lehrtätigkeit, da sie die rumänische Sprache lernte. 1910 zogen sie nach Iasi, wo sie Professorin an der Fakultät für Naturwissenschaften an der Universität Alexandru Ioan Cuza Iași wurde. Sie gründete zusammen mit ihrem Ehemann 1912 das Ieşean Mathematical Seminary und eine Bibliothek. 1918 wurde sie zur ordentlichen Professorin ernannt. Sie war die erste Frau, die diese Position im rumänischen Universitätssystem erhielt und bis zu ihrer Pensionierung 1948 besetzte. An der Universität Iasi waren vor ihrer Ernennung eine Reihe von Frauen als Lehrpersonal von Fakultäten beschäftigt, aber nicht als Professorinnen.
Ihre Ernennung zur ordentlichen Professorin an der Universität von Iași führte von 1916 bis 1918 in Rumänien zu zahlreichen Diskussionen im Zusammenhang mit der Auslegung des Hochschulrechts und insbesondere der Verfassung von 1866. Demnach trat ein Universitätsprofessor nur in das Universitätskolleg ein, wenn er im rumänischen Senat gewählt wurde. Da die rumänische Verfassung von 1866 das Wahlrecht nur für Männer einräumte, führte die Ernennung einer Frau zu einer ganzen Reihe rechtlicher und administrativer Komplikationen.
Sie schrieb 1942 ein Lehrbuch über Algebra und 1945 ein Buch über algebraische Anwendungen der Gruppentheorie. In ihrer Arbeit zur Zahlentheorie löste sie das Problem der primitiven Wurzeln eines zusammengesetzten Ideals eines beliebigen quadratischen Zahlkörpers. Das 1953 veröffentlichte Buch zur Algebra war das erste in Rumänien ausgearbeitete Werk mit vollständiger Systematisierung, für das sie 1953 mit dem rumänischen Staatspreis ausgezeichnet wurde.
1970 starb sie in Iași und wurde auf dem Eternitatea-Friedhof der Stadt beigesetzt.

## Veröffentlichungen (Auswahl)
- Die Theorie der Integralgleichungen in Anwendung auf einige Reihenentwicklungen. Mathematische Annalen, 1907, Volume 64, S. 388–416.
- Lecţii de algebră. Acadamei republici socialiste Română, 1953.